# Age/Sex/Location
Age/Sex/Location è il secondo album in studio della cantante statunitense Ari Lennox, pubblicato nel 2022.

## Tracce
1. POF – 3:40
2. Hoodie – 4:01
3. Waste My Time – 2:44
4. Pressure – 3:12
5. A/S/L (Interlude) – 0:38
6. Mean Mug – 4:03
7. Boy Bye (featuring Lucky Daye) – 5:01
8. Stop By – 2:50
9. Outside – 3:18
10. Leak It (featuring Chlöe) – 4:27
11. Blocking You – 3:40
12. Queen Space (with Summer Walker) – 3:50

## Classifiche
| Classifica (2022) | Posizione raggiunta |
| ----------------- | ------------------- |
| Stati Uniti       | 69                  |